# 흑단나무
흑단나무(Diospyros ebenum)은 인디아 남부와 스리랑카가 원산지인 상록수이다. 생장이 느리며, 키는 20~25m까지 자란다. 잎의 길이는 6~15cm, 너비는 3~5cm 정도이다. 감과 비슷하게 생긴, 2cm 정도의 작은 열매가 열린다.
무분별한 벌채로 흑단은 멸종 위기종이 되어서, 현대에는 제한된 용도로만 쓰인다.

## 흑단으로 불리는 다른 종
Diospyros ebenum 이외에 '흑단'이라 불리는 종은 다음과 같다.
- Diospyros crassiflora
- Diospyros dendo
- Diospyros melanoxylon
- Diospyros inclusa
- Diospyros celebica
- Diospyros ebenaster
- Diospyros mindanaensis
- Diospyros montana
- Diospyros piscatoria
- Diospyros pyrrhocarpa
- Diospyros quaesita

또한 감나무속과 관련없는 Dalbergia melanoxylon도 아프리카흑단이라 부른다.